# George Vivian
Pour les articles homonymes, voir Vivian.
George Lane Vivian, né le 4 octobre 1872 à Sault-Sainte-Marie et mort le 6 octobre 1936 à Toronto, est un tireur sportif canadien.

## Carrière
George Vivian participe aux Jeux olympiques de 1908 à Londres où il est médaillé d'argent en fosse olympique par équipes et vingtième de l'épreuve individuelle.

## Mort
Il se suicide par arme à feu à son domicile, deux jours après ses 64 ans, à Toronto.